# Henri I. de Savoie-Nemours

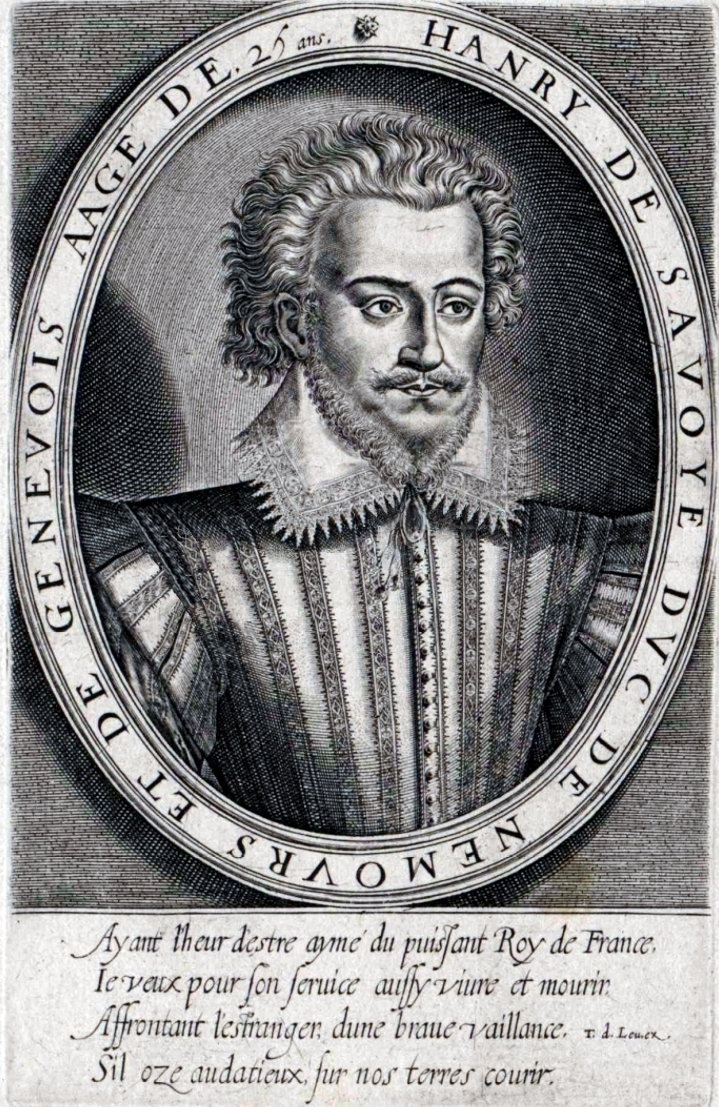
Henri I. de Savoie, duc de Nemours, Anonym, 17. Jahrhundert

Henri I. de Savoie-Nemours (* 2. November 1572 in Paris; † 10. Juli 1632 ebenda) war Marchese di San Sorlino, Duc de Nemours, Duc d’Aumale, Pair de France, sowie apanagierter Herzog von Genf und Graf von Faucigny.

## Leben
Henri I. de Savoie-Nemours war der zweite Sohn von Jacques de Savoie-Nemours, Herzog von Genf und Nemours, und Anna d’Este, durch seine Mutter somit ein Halbbruder von Henri I. de Lorraine, duc de Guise und Louis de Lorraine-Guise, Erzbischof von Reims, die am 23. bzw. 24. Dezember 1588 auf Schloss Blois ermordet wurden. Da der Herzog von Guise einer der Anführer der Katholischen Liga war, konnte Henri es kaum vermeiden, in die Intrigen und Auseinandersetzungen der Hugenottenkriege hineingezogen zu werden.
Henri de Savoie-Nemours wuchs in Annecy am Hof seines Vaters auf, war in seinen ersten Jahren als Marchese di San Sorlino (oder in Frankreich als Marquis de Saint-Sorlin) bekannt. 1588 nahm er im Auftrag seines Vetters Karl Emanuel I., dem Herzog von Savoyen, den Franzosen die Markgrafschaft Saluzzo weg. Als Angehöriger der Liga fiel er einige Jahre später in die Dauphiné ein, die sich gegen den französischen König erhoben hatte, und wurde 1591 im Namen der Liga (d. h. ohne Rechtsgrundlage) zum Gouverneur der Dauphiné ernannt, übte das Amt jedoch tatsächlich nicht aus. Er bedrohte Lyon in der Absicht, seinem älteren Bruder Charles-Emmanuel de Savoie-Nemours die Flucht aus der Burg Pierre Scize zu erleichtern, die diesem aber erst 1594 – ohne Henris Hilfe – gelang.
1595 wurde er Herzog von Nemours als Nachfolger seines Bruders. 1596 unterwarf er sich dem französischen König Heinrich IV. und nahm dann an der Assemblée des notables (4. November 1596 – 26. Januar 1597) in Rouen teil. 1597 kämpfte er bei der Belagerung von Amiens. Als zwischen Frankreich und Savoyen ein Krieg wegen Saluzzo ausbrach, blieb er neutral und zog sich in seine Residenz in Annecy zurück.
Henri de Nemours hatte die Zusage Karl Emanuels von Savoyen für die Hand einer seiner Töchter erhalten, doch scheiterte das Vorhaben an den Einsprüchen, die der Hof in Madrid dagegen vorbrachte, ohne dass Henri de Nemours die Hintergründe erfuhr, so dass er in Karl Emanuel die Ursache sehen musste. Im Erbfolgekrieg von Montferrat, den Savoyen seit 1613 gegen Spanien führte, schloss daraufhin Pedro Álvarez de Toledo, ab 1616 Gouverneur von Mailand, dem die Spannungen zwischen den Vettern bekannt waren, mit dem Herzog von Nemours ein Abkommen, in dem er ihm die Herrschaft über Savoyen als spanischem Vasallen versprach, falls er sich gegen Karl Emanuel stelle. Henri de Nemours sagte daraufhin Karl Emanuel zu, in seiner Apanage Genevois und Faucigny ein Korps von 3000 Männern auszuheben, verzögerte dann aber den Marsch ins Piemont, da er auf den Zusammenschluss mit den Spaniern aus der unter spanischer Herrschaft stehenden Freigrafschaft Burgund wartete. Als ein Bote zwischen dem Herzog von Nemours und den Spaniern abgefangen wurde, flog das Doppelspiel auf. Karl Emanuel schickte daraufhin seinen Sohn Viktor Amadeus an der Spitze von 4000 Männern über die Alpen, und diesem gelang es, den Herzog von Nemours zu stellen, als er die Rhône überqueren wollte. Der Herzog von Nemours brach das Unternehmen daraufhin ab und zog mit den ihm verbliebenen Truppen auf französisches Gebiet, wo ihm die Gouverneure des Lyonnais und Burgunds ihrerseits eine Schlacht aufzwingen wollten, falls er nicht in französische Dienste zurückkehre. Der Herzog von Nemours streckte daraufhin die Waffen, erreichte eine Verständigung mit dem savoyardischen Hof, dem er die ihm verbliebenen Soldaten überließ, erhielt die Apanage zurück, die ihm aufgrund seiner Aktivitäten beschlagnahmt worden war, und kehrte an den französischen Hof zurück.
Hier heiratete er am 18. April 1618 Anne de Lorraine, August 1631 Duchesse d’Aumale, Pair de France etc. († 10. Februar 1638), die Erbtochter von Charles de Lorraine, duc d’Aumale, Pair de France. Im August 1631 wurden er und Anne zum Duc und zur Duchesse d’Aumale und Pair de France ernannt.
Henri de Savoie, Duc de Nemours et d’Aumale, starb ein Jahr später, am 10. Juli 1632, in Paris, und wurde in Annecy bestattet. Sein Nachfolger wurde sein ältester Sohn Louis de Savoie-Nemours. Anne de Lorraine starb am 10. Februar 1638.

## Nachkommen
Henri I. de Savoie-Nemours und Anne de Lorraine hatten vier gemeinsame Kinder:
- Louis (* 1615; † 16. September 1641), 1632 Duc de Nemours, 2. November 1638 Duc d’Aumale, Pair de France
- François Paul (* März 1619; † 26. Juni 1627)
- Karl Amadeus von Savoyen (* 12. April 1624; † im Duell 30. Juli 1652), 1641 Duc de Nemours, 15. November 1643 Duc d’Aumale, Pair de France; ⚭ 11. Juli 1643 Elisabeth de Bourbon-Vendôme (* August 1618 (oder 1614); † 19. Mai 1664) Tochter von César de Bourbon, duc de Vendôme, de Beaufort, de Mercœur, d’Étampes et de Penthièvre etc.
- Henri (* 2. November 1625; † 14. Januar 1659) Marchese di San Sorlino, 1651/57 Erzbischof von Reims, Pair de France, Abt von Saint-Rémy, resigniert 1655, Duc de Nemours et de Genève, Baron de Faucigny et de Beaufort; ⚭ 22. Januar 1657 Marie Anne Princesse de Longueville, 1694/1707 Fürstin von Neuchâtel (* 5. März 1625; † 16. Juli 1707) Tochter von Henri II. d’Orléans, Duc de Longueville, Fürst von Neuchâtel

Darüber hinaus hatte er mit einer unbekannten Frau einen Sohn unbekannten Namens, der zum Abt von San Ramberto ernannt wurde und am 26. August 1679 starb.